# 3e session du Comité du patrimoine mondial
La 3e session du Comité du patrimoine mondial a eu lieu du 22 octobre 1979 au 26 octobre 1979 à Louxor, en Égypte.

## Patrimoine mondial

### Inscriptions
Le Comité décide de l'inscription sur la liste du patrimoine mondial 45 sites, dont le 1er site transfrontalier (au Canada et aux États-Unis) et les premiers sites en Asie. La Bulgarie, l'Égypte, la France, le Ghana, le Guatemala, l'Iran, l'Italie, le Népal, la Norvège, la Syrie, la Tanzanie, la Tunisie, la Yougoslavie (actuelles Croatie, Macédoine du Nord, Monténégro et Serbie), et le Zaïre (actuelle république démocratique du Congo) connaissent leur première inscription. Au total, seules les années 2000 (61 sites), 1999 (48 sites) et 1997 (46 sites) connaitront plus de sites inscrits.
Les critères indiqués sont ceux utilisés par l'Unesco depuis 2005, et non pas ceux employés lors de l'inscription des sites. Par ailleurs, les superficies mentionnées sont celles des biens actuels, qui ont pu être modifiées depuis leur inscription.
| Bien                                                                                 | Pays                 | Type                                  | Superficie (ha) | Zone tampon (ha) | Lien | Notes | Coordonnées                          | Illus. |
| ------------------------------------------------------------------------------------ | -------------------- | ------------------------------------- | --------------- | ---------------- | ---- | --- | ------------------------------------ | ------ |
| Église de Boyana                                                                     | Bulgarie             | Culturel (ii), (iii)                  | 0,68            | 13,55            | 42   | | 42° 39′ 00″ nord, 23° 16′ 01″ est    |        |
| Cavalier de Madara                                                                   | Bulgarie             | Culturel (i), (iii)                   | 1,2             | 501,7            | 43   | | 43° 18′ nord, 27° 09′ est            |        |
| Tombe thrace de Kazanlak                                                             | Bulgarie             | Culturel (i), (iii), (iv)             | 0,02            | 7,09             | 44   | | 42° 37′ 01″ nord, 25° 24′ 00″ est    |        |
| Églises rupestres d'Ivanovo                                                          | Bulgarie             | Culturel (ii), (iii)                  | 172             |                  | 45   | | 43° 43′ 01″ nord, 25° 58′ 01″ est    |        |
| Parc provincial Dinosaur                                                             | Canada               | Naturel (vii), (viii)                 | 7 493           |                  | 71   | | 50° 46′ 05″ nord, 111° 29′ 31″ ouest |        |
| Parc national de Kluane et Parc national de Wrangell–Saint-Élie                      | Canada et États-Unis | Naturel (vii), (viii), (ix), (x)      | 9 839 121       |                  | 72   | Extension en 1992 pour inclure le Parc national de Glacier Bay, puis en 1994 pour inclure le parc provincial de Tatshenshini-Alsek ; le nom du bien est modifié en 2000 en « Kluane / Wrangell - Saint-Élie / Glacier Bay / Tatshenshini-Alsek ».                                     | 61° 11′ 53″ nord, 140° 59′ 31″ ouest |        |
| Memphis et sa nécropole, Les zones des pyramides de Gizeh à Dahchour                 | Égypte               | Culturel (i), (iii), (vi)             | 16 358,52       |                  | 86   | | 29° 58′ 34″ nord, 31° 07′ 48″ est    |        |
| Thèbes antique et sa nécropole                                                       | Égypte               | Culturel (i), (iii), (vi)             | 7 390,16        | 443,55           | 87   | | 25° 43′ 59″ nord, 32° 36′ 00″ est    |        |
| Monuments de Nubie d'Abou Simbel à Philæ                                             | Égypte               | Culturel (i), (iii), (vi)             | 374,48          |                  | 88   | | 22° 20′ 10″ nord, 31° 37′ 34″ est    |        |
| Le Caire islamique                                                                   | Égypte               | Culturel (i), (v), (vi)               | 523,66          |                  | 89   | Le nom du bien est modifié en 2007 en « Le Caire historique ». | 30° 03′ 00″ nord, 31° 15′ 40″ est    |        |
| Abou Mena                                                                            | Égypte               | Culturel (iv)                         | 182,72          |                  | 90   | En péril depuis 2001. | 30° 51′ 00″ nord, 29° 40′ 01″ est    |        |
| Parc national du Grand Canyon                                                        | États-Unis           | Naturel (vii), (viii), (ix), (x)      | 493 270         |                  | 75   | | 36° 06′ 04″ nord, 112° 05′ 28″ ouest |        |
| Parc national des Everglades                                                         | États-Unis           | Naturel (viii), (ix), (x)             | 567 017         |                  | 76   | En péril de 1993 à 2007, puis depuis 2010 | 25° 33′ 14″ nord, 80° 59′ 46″ ouest  |        |
| Independence Hall                                                                    | États-Unis           | Culturel (vi)                         | 2               |                  | 78   | | 39° 56′ 56″ nord, 75° 09′ 00″ ouest  |        |
| Fasil Ghebi                                                                          | Éthiopie             | Culturel (ii), (iii)                  |                 |                  | 19   | L'inscription du site avait été ajournée l'année précédente. | 12° 36′ 25″ nord, 37° 27′ 58″ est    |        |
| Mont-Saint-Michel et sa baie                                                         | France               | Culturel (i), (iii), (vi)             | 6 560           | 191 858          | 80   | | 48° 38′ 08″ nord, 1° 30′ 38″ ouest   |        |
| Cathédrale de Chartres                                                               | France               | Culturel (i), (ii), (iv)              | 1,06            | 62,41            | 81   | | 48° 26′ 51″ nord, 1° 29′ 14″ est     |        |
| Palais et parc de Versailles                                                         | France               | Culturel (i), (ii), (vi)              | 1 070           | 9 467            | 83   | | 48° 48′ 18″ nord, 2° 07′ 10″ est     |        |
| Basilique et colline de Vézelay                                                      | France               | Culturel (i), (vi)                    | 183             | 18 373           | 84   | | 47° 27′ 59″ nord, 3° 44′ 54″ est     |        |
| Grottes ornées de la vallée de la Vézère                                             | France               | Culturel (i), (iii)                   |                 |                  | 85   | Le nom du bien est modifié en 2006 en « Sites préhistoriques et grottes ornées de la vallée de la Vézère ». | 45° 03′ 27″ nord, 1° 10′ 12″ est     |        |
| Forts et châteaux de Volta, d'Accra et ses environs et des régions centrale et ouest | Ghana                | Culturel (vi)                         |                 |                  | 34   | | 5° 23′ 28″ nord, 0° 29′ 38″ est      |        |
| Parc national de Tikal                                                               | Guatemala            | Mixte (i), (iii), (iv), (ix), (x)     | 57 600          |                  | 64   | | 17° 13′ 01″ nord, 89° 37′ 01″ ouest  |        |
| Antigua Guatemala                                                                    | Guatemala            | Culturel (ii), (iii), (iv)            |                 |                  | 65   | | 14° 34′ 01″ nord, 90° 40′ 01″ ouest  |        |
| Tchoga Zanbil                                                                        | Iran                 | Culturel (iii), (iv)                  |                 |                  | 113  | | 32° 04′ 59″ nord, 48° 31′ 59″ est    |        |
| Persépolis                                                                           | Iran                 | Culturel (i), (iii), (vi)             | 12,5            |                  | 114  | | 29° 56′ 02″ nord, 52° 53′ 24″ est    |        |
| Meidan Emam, Ispahan                                                                 | Iran                 | Culturel (i), (v), (vi)               |                 |                  | 115  | | 32° 39′ 25″ nord, 51° 40′ 41″ est    |        |
| Art rupestre du Valcamonica                                                          | Italie               | Culturel (iii), (vi)                  | 432,3           | 1 018,23         | 94   | | 45° 57′ 25″ nord, 10° 17′ 49″ est    |        |
| Parc national de Sagarmatha                                                          | Népal                | Naturel (vii)                         | 124 400         |                  | 120  | | 27° 57′ 54″ nord, 86° 54′ 47″ est    |        |
| Vallée de Katmandou                                                                  | Népal                | Culturel (iii), (iv), (vi)            | 167,37          | 70,29            | 121  | En péril de 2003 à 2007. | 27° 42′ 14″ nord, 85° 18′ 32″ est    |        |
| « Stavkirke » d'Urnes                                                                | Norvège              | Culturel (i), (ii), (iii)             | 0,21            |                  | 58   | | 61° 18′ 00″ nord, 7° 19′ 59″ est     |        |
| Quartier de « Bryggen » dans la ville de Bergen                                      | Norvège              | Culturel (iii)                        | 1 196           |                  | 59   | | 60° 23′ 49″ nord, 5° 19′ 23″ est     |        |
| Camp de concentration d'Auschwitz                                                    | Pologne              | Culturel (vi)                         | 191,97          |                  | 31   | L'inscription du site avait été ajournée l'année précédente. Le comité décide d'inclure le camp d'Auschwitz, lié à la Shoah et perçu comme peu compatible avec les critères du patrimoine mondial, comme site à caractère unique et à restreindre l'inscription de sites simlilaires. | 50° 02′ 20″ nord, 19° 10′ 30″ est    |        |
| Parc national de Bialowieza                                                          | Pologne              | Naturel (vii)                         | 141 885         |                  | 33   | L'inscription du site avait été ajournée l'année précédente. Extenstion transfrontalière en Biélorussie en 1992, puis nouvelle extension en 2014. | 52° 30′ 00″ nord, 23° 34′ 59″ est    |        |
| Ancienne ville de Damas                                                              | Syrie                | Culturel (i), (ii), (iii), (iv), (vi) | 86,12           | 42,6             | 20   | En péril depuis 2013. | 33° 30′ 40″ nord, 36° 18′ 22″ est    |        |
| Aire de conservation du Ngorongoro                                                   | Tanzanie             | Mixte (iv), (vii), (viii), (ix), (x)  | 809 440         |                  | 39   | Inscrit initialement comme exclusivement naturel, le bien est étendu en 2010 afin d'ajouter un critère culturel, en incluant le site de Laetoli. Il est par ailleurs considéré comme en péril entre 1984 et 1989.                                                                     | 3° 11′ 13″ sud, 35° 32′ 28″ est      |        |
| Médina de Tunis                                                                      | Tunisie              | (ii), (iii), (v)                      | 296,41          | 190,19           | 36   | | 36° 49′ 00″ nord, 10° 10′ 00″ est    |        |
| Site archéologique de Carthage                                                       | Tunisie              | (ii), (iii), (vi)                     | 616,02          |                  | 37   | | 36° 51′ 28″ nord, 10° 19′ 51″ est    |        |
| Amphithéâtre d'El Jem                                                                | Tunisie              | (iv), (vi)                            | 1,37            | 26,42            | 38   | | 35° 17′ 47″ nord, 10° 42′ 25″ est    |        |
| Vieille ville de Dubrovnik                                                           | Yougoslavie          | Culturel (i), (iii), (iv)             | 96,7            | 1 188,6          | 95   | Bien situé en Croatie depuis l'indépendance du pays en 1991 ; en péril entre 1991 et 1998 ; extension en 1994. | 42° 39′ 04″ nord, 18° 05′ 28″ est    |        |
| Vieux Ras avec Sopocani                                                              | Yougoslavie          | Culturel (i), (iii)                   | 198,72          | 9 935,84         | 96   | Bien situé en Serbie depuis l'indépendance du pays en 2006 | 43° 07′ 08″ nord, 20° 25′ 23″ est    |        |
| Noyau historique de Split avec le palais de Dioclétien                               | Yougoslavie          | Culturel (ii), (iii), (iv)            | 20,8            |                  | 97   | Bien situé en Croatie depuis l'indépendance du pays en 1991 | 43° 30′ 32″ nord, 16° 26′ 35″ est    |        |
| Parc national des lacs de Plitvice                                                   | Yougoslavie          | Naturel (vii), (viii), (ix)           | 29 630,77       |                  | 98   | Bien situé en Croatie depuis l'indépendance du pays en 1991 ; en péril entre 1992 et 1997 ; extension en 2000. | 44° 52′ 41″ nord, 15° 36′ 50″ est    |        |
| Lac d'Ohrid                                                                          | Yougoslavie          | Mixte (i), (iii), (iv), (vii)         | 94 728,6        | 15 944,4         | 99   | Bien situé en Macédoine du Nord depuis l'indépendance de celle-ci en 1991. Le bien porte le nom de « Patrimoine naturel et culturel de la région d'Ohrid » depuis 2006. Extension transfrontalière avec l'Albanie en 2019                                                             | 41° 07′ 05″ nord, 20° 48′ 47″ est    |        |
| Contrée naturelle et culturo-historique de Kotor                                     | Yougoslavie          | Culturel (i), (ii), (iii), (iv)       | 14 600          | 36 491           | 125  | Bien situé au Monténégro depuis l'indépendance du pays en 2006 ; en péril entre 1979 et 2003. | 42° 28′ 59″ nord, 18° 42′ 00″ est    |        |
| Parc national des Virunga                                                            | Zaïre                | Culturel (vii), (viii), (x)           | 800 000         |                  | 63   | Bien situé dans l'actuelle république démocratique du Congo depuis le changement de nom du pays en 1997 ; en péril depuis son inscription en 1979. | 0° 55′ 01″ nord, 29° 10′ 01″ est     |        |

### Patrimoine en péril
Les biens suivants sont inscrits sur la liste du patrimoine mondial en péril dès leur inscription en 1979.
| Bien                                             | Pays        | Type                            | Superficie (ha) | Zone tampon (ha) | Lien | Notes | Coordonnées                       | Illus. |
| ------------------------------------------------ | ----------- | ------------------------------- | --------------- | ---------------- | ---- | --- | --------------------------------- | ------ |
| Contrée naturelle et culturo-historique de Kotor | Yougoslavie | Culturel (i), (ii), (iii), (iv) | 14 600          | 36 491           | 125  | Bien situé au Monténégro depuis l'indépendance du pays en 2006 ; en péril entre 1979 et 2003.                                                      | 42° 28′ 59″ nord, 18° 42′ 00″ est |        |
| Parc national des Virunga                        | Zaïre       | Culturel (vii), (viii), (x)     | 800 000         |                  | 63   | Bien situé dans l'actuelle république démocratique du Congo depuis le changement de nom du pays en 1997 ; en péril depuis son inscription en 1979. | 0° 55′ 01″ nord, 29° 10′ 01″ est  |        |

### Ajournements
Le Comité décide de différer l'inscription de plusieurs sites proposés.
| Site                                           | Pays                                 | Notes | Coordonnées                         | Illus. |
| ---------------------------------------------- | ------------------------------------ | --- | ----------------------------------- | ------ |
| Lieu de culte d'Aphrodite                      | Liste du patrimoine mondial à Chypre | Le bien est inscrit en 1980, sous le nom de « Paphos ». | 34° 45′ 29″ nord, 32° 24′ 22″ est   |        |
| Adoulis                                        | Éthiopie                             | Proposé dès 1978, l'Éthiopie abandonne l'examen du bien en 1981, après 2 nouveaux ajournements les années précédentes. À la suite de l'indépendance de l'Érythrée en 1993, le site archéologique se situe désormais dans ce pays.   | 15° 15′ 47″ nord, 39° 39′ 38″ est   |        |
| Axoum                                          | Éthiopie                             | Proposé dès 1978, le bien est inscrit en 1980, après deux ajournements successifs | 14° 02′ 50″ nord, 38° 43′ 17″ est   |        |
| Basse vallée de l'Aouache                      | Éthiopie                             | Proposé dès 1978, le bien est inscrit en 1980, après deux ajournements successifs | 11° 06′ 00″ nord, 40° 34′ 44″ est   |        |
| Basse vallée de l'Omo                          | Éthiopie                             | Proposé dès 1978, le bien est inscrit en 1980, après deux ajournements successifs | 4° 48′ 00″ nord, 35° 58′ 01″ est    |        |
| Melka-Kontoure                                 | Éthiopie                             | Proposé dès 1978, l'Éthopie abandonne l'inscription du site après plusieurs ajournements successifs les années suivantes. En 2012, le pays soumet à nouveau le site sur sa liste indicative, avec le site archéologique de Balchit. | 8° 40′ 41″ nord, 37° 38′ 00″ est    |        |
| Tiya                                           | Éthiopie                             | Proposé dès 1978, le bien est inscrit en 1980, après deux ajournements successifs | 8° 26′ 06″ nord, 38° 36′ 43″ est    |        |
| Yeha                                           | Éthiopie                             | Proposé dès 1978, l'Éthopie abandonne l'inscription du site en 1981 après plusieurs ajournements successifs. En 2020, le pays soumet à nouveau le site sur sa liste indicative sous le nom de « patrimoine culturel de Yeha ».      | 4° 16′ 41″ nord, 39° 01′ 00″ est    |        |
| Monastère Santa Giulia et église San Salvatore | Italie                               | Également ajourné les années suivantes, le site est finalement inclus en 2011 dans le bien « Les Lombards en Italie. Lieux de pouvoir (568-774 après J.-C.) », avec 6 autres sites.                                                 | 45° 32′ 23″ nord, 10° 13′ 46″ est   |        |
| Centre historique de Varsovie                  | Pologne                              | Proposé dès 1978, le bien est inscrit en 1980, après deux ajournements successifs | 2° 15′ 58″ nord, 21° 00′ 43″ est    |        |
| Parc national des oiseaux de Djoudj            | Sénégal                              | Proposé dès 1978, le bien est inscrit en 1981, après trois ajournements successifs. | 16° 30′ 00″ nord, 16° 10′ 01″ ouest |        |
| Parc national d'Ichkeul                        | Tunisie                              | Proposé dès 1978, le bien est inscrit en 1980, après deux ajournements successifs | 37° 09′ 45″ nord, 9° 40′ 00″ est    |        |

### Inscriptions rejetées
Le Comité décide de rejeter l'inscription de plusieurs sites proposés.
| Site                                                      | Pays    | Notes                                                        | Coordonnées                         | Illus. |
| --------------------------------------------------------- | ------- | ------------------------------------------------------------ | ----------------------------------- | ------ |
| Parc national des îles de la Madeleine                    | Sénégal | Le liste est resoumis à la liste indicative du pays en 2005. | 14° 39′ 18″ nord, 17° 28′ 23″ ouest |        |
| Parc national des oiseaux des îles de Zembra et Zembretta | Tunisie | Examen précédemment ajourné l'année précédente.              | 37° 05′ 45″ nord, 10° 48′ 00″ est   |        |